# Tima Shomali
Tima Shomali (en árabe: تيما الشوملي‎, nacida el 7 de marzo de 1995) es una productora, directora, actriz de comedia y escritora jordana. Zainab Salbi la llamó "la Tina Fey del mundo árabe" durante una entrevista con la joven actriz en la Women in the World Summit, en Nueva York.  Después de obtener una maestría de Bellas Artes en producción y escritura de guiones en el RSICA, Shomali se unió al programa de YouTube Bath Bayakha, donde fue reconocida por primera vez por su trabajo como escritora y actriz. Más tarde, en 2012, fundó su propia productora a la que llamó Filmizion Productions y, a través de la compañía, creó y protagonizó su primera serie web titulada Femaleshow. El programa atrajo a millones de espectadores de toda la región en línea, lo que llevó a que se transmitiera en diferentes canales de televisión de la región. Becky Anderson la describió como un fenómeno nacional en una entrevista de CNN con la joven cineasta.
Su obra estrenada en 2021 en Netflix, Escuela para señoritas de Al Rawabi, es la segunda serie original en árabe de la plataforma.

## Educación
Shomali se graduó en la Universidad de Jordania con una licenciatura en Administración de Empresas y Finanzas, ya que ninguna de las universidades jordanas en ese momento ofrecía estudios en cine. Sin embargo, después de obtener su licenciatura, comenzó a participar en talleres y seminarios ofrecidos por la Jordanian Royal Film Commission. Después de hacer su primer cortometraje, solicitó estudiar un MFA en el Instituto de Artes Cinematográficas del Mar Rojo (RSICA) que había comenzado a operar en Aqaba en 2008. Se graduó con un máster en escritura de guiones y producción.

## Carrera
Después de graduarse en el RSICA, Shomali hizo su debut como escritora de comedia y actriz principal en el programa local de comedia en línea Bath Bayakha. El programa ganó 11 millones de espectadores en YouTube y se convirtió en un gran éxito en la región. El éxito de Shomali en Bath Bayakha la llevó a fundar su propia productora en 2012, llamada Filmizion Productions. Creó su propio programa web, al cual tituló Femaleshow. Comenzó como un programa que realizaba experimentos sociales en las calles de Amán, que luego Shomali comentaba a través de monólogos cómicos y parodias escritas por ella misma. Sin pretender cambiar el estereotipo que existe en el mundo árabe de que las mujeres no son graciosas, Shomali se convirtió en una de las comediantes más conocidas de Jordania.
Más tarde, Shomali transformó Femaleshow en una serie de comedia romántica ficticia sobre la vida de una pareja a través de las citas, el compromiso, el matrimonio y el embarazo desde el punto de vista de una mujer.  El programa atrajo a más de 25 millones de espectadores y fue calificado como una de las cinco mejores series web para ver en la región árabe. Shomali quería hacer que Femaleshow fuera identificable y quería usarlo para abordar problemas en la sociedad jordana, sin hablar de ellos directamente. Hizo que su contenido fuera cómico e identificable para poder poner énfasis en la realidad de la que las mujeres y los árabes en general son parte y cambiar los estereotipos que existen sobre los árabes en el mundo normalmente. Shomali se convirtió en una de las caras más conocidas de la industria y fue nombrado uno de los "100 menores de 40 años: los jóvenes árabes más influyentes del mundo". Shomali ganó miles de seguidores en sus páginas de redes sociales (Facebook, Instagram y Twitter) y todas sus cuentas de redes sociales fueron verificadas. Utiliza su influencia en las redes sociales para promover causas en las que cree, como el derecho humano a la educación, el empoderamiento de la mujer y el empoderamiento de la juventud.
En 2015, Shomali se puso detrás de las cámaras. Empezó produciendo una serie de televisión titulada Zain junto a Saba Mubarak. Después de eso, trabajó junto a Zainab Salbi en su programa Nida'a como productora supervisora. Participó como invitada en uno de los episodios de Nida'a para hablar abiertamente sobre la naturaleza de las relaciones y el matrimonio en el mundo árabe. Shomali volvió a estar frente a la cámara cuando presentó un programa de chat de entretenimiento en Emiratos Árabes Unidos llamado Dardachat, que se transmitió en el canal Al-Emarat. A medida que avanzaba su carrera, en 2017 apareció en la campaña de Netflix She Rules ("ella gobierna"), al crear un video corto que desafía los estereotipos con los que se asocia constantemente a las mujeres árabes y de todo el mundo. En 2018, Shomali presentó Sadeem, un reality show que reúne a jóvenes concursantes para competir por el título de la próxima "superestrella digital".

El 13 de abril de 2019, Shomali anunció a sus seguidores en sus redes sociales que estaba trabajando en la creación de una serie árabe original de Netflix, en colaboración con su productora jordana Filmizion Productions, titulada AlRawabi School for Girls. La miniserie fue estrenada en 2021 en Netflix. Como productora ejecutiva, guionista y directora de la segunda serie árabe original de Netflix, Shomali quería contar una historia sobre mujeres de la región. Trabajando junto a la escritora Shirin Kamal, las dos escritoras crearon una serie dramática con un elenco femenino completo, que tiene lugar en una escuela para niñas y explora las ideas de venganza y acoso. La historia trata sobre una chica que es acosada por otras chicas en su instituto y decide hacer un plan para vengarse. Cuando se le preguntó sobre la serie, el director de originales internacionales en Netflix, Simran Sethi, dijo:
“Estamos extremadamente orgullosos de asociarnos con Tima nuevamente para producir lo que es esencialmente la primera serie para adultos jóvenes de Medio Oriente que celebra el papel de la mujer, no solo en la pantalla, sino también detrás de escena. La historia aporta una nueva perspectiva al contenido de Medio Oriente, y estamos absolutamente emocionados de compartir AlRawabi School for Girls con nuestras audiencias globales en más de 190 países.”
El primer proyecto de Shomali con Netflix fue la campaña "She Rules". El objetivo principal de la campaña era celebrar a las mujeres dentro y fuera de la pantalla en la industria de la televisión.. Cuándo se le preguntó también sobre la serie comentó:
“AlRawabi School for Girls es un proyecto muy querido para mi corazón. Describe las historias y las luchas de las jóvenes árabes desde una perspectiva que no habíamos visto antes en la región, en particular en este grupo de edad. Es una serie que surge de los ojos de las mujeres sobre las mujeres y estoy muy contenta de colaborar con Netflix y tener la oportunidad de contar las historias de mujeres jóvenes de nuestra región en una plataforma tan global.”